# Palazzo Roncale
Il palazzo Roncale è un palazzo nobiliare di Rovigo situato all'intersezione delle attuali via Angeli e via Laurenti, nei pressi di piazza Vittorio Emanuele II.

## Storia
È stato realizzato nel 1555 dalla famiglia Roncale, che si era trasferita da Bergamo alla cittadina del Polesine intorno alla metà del XV secolo. Il progetto era stato condotto dal veronese Michele Sanmicheli in modo tale da poter affiancare il palazzo Roverella senza essere sminuito dalla mole di quest'ultimo.

## Caratteristiche
Dal punto di vista architettonico, si tratta di un edificio con pianta simile a quella di altri palazzi nobiliari veneziani. All'inizio del XX secolo è stato pesantemente modificato.